# براییچی
براییچی (به صربی: Brajići) یک منطقهٔ مسکونی در صربستان است که در ناحیه موراویتسا واقع شده‌است. براییچی ۶۷ نفر جمعیت دارد.